# Природный мост (Аруба)
Природный мост — природная арка на Арубе.
Природный мост на территории национального парка Арикок был популярным туристическим местом. Это была естесственная арка, сложенная коралловым известняком, высеченным волнами на протяжении многих лет. 
2 сентября 2005 года арка обрушилась. Это был самый длинный естественный мост на Карибах  высотой 7 м и длиной более 30 м. Считается, что ещё раньше это была часть древней пещеры.
На Арубе до сих пор сохранились подобные образования меньшего размера, одна из которых расположена рядом с остатками обрушившегося моста.

## Природный мост до обрушения
- Природный мост в 1973 году
- За несколько месяцев до обрушения
- Туристы на Природном мосту